# ウォウ,イズ・ミー
ウォウ,イズ・ミー (Woe, Is Me)とは、 ジョージア州アトランタにて結成された、メタルコアバンドである。

## 略歴
2009年に、ポスト・ハードコアバンド、Of Machinesの元ドラマーであるオースティンを中心に結成。
その後まもなく、ライズ・レコード傘下のヴェロシティ・レコードと契約。
2010年8月、デビューアルバム『Number[s]』をリリース。
プロデューサーに元ラスト・ウィンターのキャメロン・ミゼルを、そしてミキシングにジョーイ・スタージスを起用して制作され、全米ビルボードのヒートシーカーズ・アルバムチャートにて16位を記録した。
12月には収録曲である「[&] Delinquents」のミュージックビデオが公開された。
2010年12月、リードギタリストのティムが脱退を表明。
サポートメンバーとしてJack Langdellが一時加入した後、2011年3月ジョフリーがリードギタリストとして正式にバンドに加入。
しかし6月下旬に脱退し、7月、アバンドン・オール・シップスをクビになったアンドリューがリードギタリストとして加入した。
2011年8月、クリーンヴォーカルを担当していたタイラーがソロ活動に専念するため脱退。
9月には地元アトランタで活動しているOh, Manhattanのヴォーカルであるハンスが、クリーンヴォーカリストとして加入し、直後に新曲「Vengeance」を公開した。
2012年3月、マイケルとコリー、ベンのフェリス兄弟が脱退。
サポートメンバーとしてThat's Outrageous!の元ヴォーカルであるドリアーノ、そしてブライアンが加入し、4月に正式メンバーとなった。
2012年5月には、ニューアルバムのレコーディングを開始した。
2012年7月、『Number[s]』のリイシュー盤をリリース。
リイシュー盤にはもともとの10曲に加えて、過去のシングル曲やアタック・アタック!のキャレブによるリミックス曲などが収録されている。
2012年9月、アルバム『Genesi[s]』を11月20日にリリースすることが発表され、それに先立ってアルバムに収録される予定である「I've Told You Once」をシングルとして10月2日にリリースした。
2022年7月25日、Woe, Is Meはバンドが2011年のシングル「Vengeance」のラインナップ（マイケル・ボン、ハンス・アリグッド、アンドリュー・パイアーノ、ケヴィン・ハンソン、オースティン・ソーントン、フェリス兄弟）で再結成することを示唆した。7月29日、彼らはテキサス州ダラスで開催されるMonster Mosh Festivalでの再結成初公演を発表。
2024年11月18日、SBGレコードと契約したことをソーシャルメディア上で発表した[36]。バンドは2025年にリリースされるニュー・アルバムの制作に取り組んでいる。2012年にリリースされた2ndアルバム『Genesi[s]』から約13年ぶりとなる3枚目のスタジオ・アルバムとなる。
2025年3月25日、ベン・フェリスはバンドからの脱退を発表し、しばらくした後、コーリー・フェリス脱退。

## メンバー

### 現在のメンバー
- マイケル・ボン / Michael Bohn - (ヴォーカル)
- ハンス・アリグッド / Hance Alligood - (クリーンヴォーカル)
- アンドリュー・パイアーノ / Andrew Paiano  - (リード・ギター)
- ケビン・ハンソン / Kevin Hanson  - (リズム・ギター)
- マシュー・ワイド / Matthew Whyde - (ドラム)

### 元メンバー
- オースティン・ソートン / Austin Thorton  - (ドラム、2008年-2013年、2022年-2023年)
- ティム・シェリル / Tim Sherrill  - (リード・ギター、2009年-2010年)
- タイラー・カーター / Tyler Carter - (クリーンヴォーカル、2009年-2011年)
- ジョフリー・ヒギンス / Geoffrey Higgins  - (リード・ギター、2011年)
- 、2009年-2012年)
- コリー・フェリス  / Cory Ferris - (ベース、クリーンヴォーカル、2009年-2012年、2022年-2025年)
- ベン・フェリス / Ben Ferris  - (キーボード、シンセサイザー、2009年-2012年、2022年-2025年)

ハンス、タイラー、マイケルは以前A Path Less Traveledというバンドのメンバーであった。

タイラー、マイケル、コリー、ベンは2012年夏にIssuesを結成したが、のちに全員が脱退している。

アンドリューは解散後、2016年にアバンドン・オール・シップスの再結成に合流している。

## ディスコグラフィー

### アルバム
| 発売日                                  | タイトル  | レーベル                                | チャート最高位                            |
| 2010年8月31日 (2012年7月17日リイシュー) | Number[s] | ライズ・レコード ヴェロシティ・レコード | 16位 (ヒートシーカーズ・アルバムチャート) |
| 2012年11月20日                          | Genesi[s] | ライズ・レコード ヴェロシティ・レコード | 9位 (インディペンデント・アルバム)        |